# Драмски писац
Драмски писац (или драматург у ширем смислу, понекад и драматичар) је књижевник који пише драмска дела намењена првенствено извођењу у позоришту. Драмски писац ствара текст (драмски предложак или сценарио за позориште) који садржи дијалоге, монологе, дидаскалије (описе сцене, радње и карактера), као и структуру подељену на чинове и сцене. Иако се термин понекад користи и за ауторе сценарија за филм или телевизију, за њих су уобичајенији називи сценариста или филмски писац.

## Дефиниција и улога
Улога драмског писца је да осмисли и напише драмско дело које ће послужити као основа за позоришну представу. Он је примарни аутор приче, ликова и дијалога. Иако редитељ касније интерпретира текст и даје му коначни сценски облик, драмски писац поставља темеље целокупног уметничког дела.
Кључни аспекти улоге драмског писца укључују:
- Стварање оригиналних прича или адаптацију постојећих дела (нпр. романа, митова, историјских догађаја) за сценско извођење.
- Развој ликова са јасним мотивацијама, карактеристикама и међусобним односима.
- Писање уверљивих и сврсисходних дијалога који покрећу радњу и откривају карактере.
- Осмишљавање драмске радње са јасном структуром (увод, заплет, кулминација, расплет).
- Истраживање тема и идеја које су релевантне за публику.

## Процес стварања драмског дела
Процес писања драме може варирати, али обично укључује неколико фаза:
1.  Идеја и инспирација: Полазна тачка може бити лични доживљај, друштвени феномен, историјски догађај, књижевно дело или чиста имагинација.
2.  Истраживање: Прикупљање грађе, проучавање историјског контекста, карактера или теме.
3.  Развој структуре и синопсиса: Планирање основне радње, поделе на чинове и сцене, развој ликова.
4.  Писање прве верзије: Фокус на дијалозима, радњи и развоју ликова.
5.  Ревизије и дораде: Вишеструка преправљања текста, често у сарадњи са драматурзима, редитељима или кроз читајуће пробе са глумцима.

## Елементи драме
Драмски писац користи различите елементе како би обликовао своје дело:
- Дијалог: Разговор између два или више ликова, основни носилац радње и карактеризације.
- Монолог и солилоквијум: Говор једног лика, упућен себи, публици или другом лику који не одговара.
- Ликови: Носиоци радње, са својим особинама, мотивацијама и циљевима.
- Радња (заплет): Низ догађаја који чине окосницу драме.
- Тема и идеја: Основна порука или предмет промишљања у драми.
- Сцена и чин: Структурне јединице драме.
- Дидаскалије: Упутства редитељу и глумцима о изгледу сцене, костимима, покретима, интонацији, итд.

## Жанрови у драмском стваралаштву
Драмски писци стварају у различитим жанровима, од којих су најпознатији:
- Трагедија
- Комедија (нпр. комедија карактера, комедија ситуације, фарса, сатира)
- Драма (у ужем смислу) (често са озбиљном тематиком из грађанског живота)
- Трагикомедија
- Историјска драма
- Мјузикл (либрето за мјузикл)
- Луткарска драма
- Радио-драма и телевизијска драма (иако се аутори ових форми чешће називају сценаристима)

## Вештине и образовање
За успешно бављење професијом драмског писца потребне су следеће вештине и знања:
- Креативност, маштовитост и оригиналност у стварању прича и ликова.
- Дубоко разумевање драматургије, структуре драмског дела и позоришних конвенција.
- Вештина писања уверљивих и динамичних дијалога.
- Способност стварања комплексних и психолошки утемељених ликова.
- Познавање књижевности, историје позоришта и опште културе.
- Оштро запажање људске природе и друштвених феномена.

Формално образовање за драмске писце најчешће се стиче на факултетима или академијама драмских уметности, на одсецима за драматургију или креативно писање. Многи драмски писци, међутим, долазе и из других области, попут књижевности, новинарства или филозофије.

## Историјски развој улоге драмског писца (кратак преглед)
Улога драмског писца мењала се кроз историју:
- У античкој Грчкој, драмски писци (Есхил, Софокле, Еурипид, Аристофан) били су изузетно цењени и често су сами режирали своје комаде и учествовали у организацији извођења.
- У средњем веку, аутори верских драма (мистерија, мираклa, моралитета) често су били анонимни свештеници или монаси.
- Током ренесансе, појављују се велики драмски писци попут Вилијама Шекспира и Кристофера Марлоуа у Енглеској, или Лопеа де Веге и Калдерона де ла Барке у Шпанији, чија су дела чинила основу репертоара.
- Од XVII до XIX века, драмски писци попут Молијера, Расина, Корнеја (класицизам), Шилера, Гетеа (романтизам), Ибсена, Стриндберга, Чехова (реализам, натурализам) значајно утичу на развој позоришта.
- У XX и XXI веку, улога драмског писца наставља да еволуира, уз појаву нових драмских форми, експерименталних приступа и ангажованих тема (нпр. Бертолт Брехт, Семјуел Бекет, Јонеско, Артур Милер, Тенеси Вилијамс, Харолд Пинтер и многи други).

## Значајни драмски писци (примери)
Поред већ поменутих светских класика, неки од најистакнутијих српских драмских писаца су Јован Стерија Поповић, Бранислав Нушић, Бора Станковић (драма Коштана), Александар Поповић, Душан Ковачевић, Љубомир Симовић, Биљана Србљановић.